# Cyamops colombianus
Cyamops colombianus är en tvåvingeart som beskrevs av Baptista och Wayne N. Mathis 1994. Cyamops colombianus ingår i släktet Cyamops och familjen savflugor.
Artens utbredningsområde är Colombia. Inga underarter finns listade i Catalogue of Life.